# Sint-Martinuskerk (Mettekoven)
De Sint-Martinuskerk is een kerkgebouw in Mettekoven in de Belgische gemeente Heers in de provincie Limburg. De kerk ligt aan de Mettekovenstraat en wordt omgeven door het ommuurde kerkhof.
De kerk is de parochiekerk van het dorp en is gewijd aan Sint-Martinus.

## Opbouw
Het is een eenvoudig neoclassicistisch gebouw en bestaat uit een uitgebouwde westtoren, een eenbeukig schip met drie traveeën, een transept van een travee en een recht gesloten koor met één travee. Het gebouw is opgetrokken in baksteen, voorzien van rondboogvensters en wordt gedekt door een zadeldak van leien.
De toren heeft een rondboogportaal in een omlijsting van hardsteen met geprofileerde druiplijst in de westgevel. Dit wordt bekroond door een kruis en heeft verder doorlopende hardstenen imposten met erboven een oculus in een hardstenen omlijsting met uurwerk. In iedere gevel van de toren is er een rondboogvormig galmgat aanwezig en de toren wordt gedekt door een ingesnoerde naaldspits met leien.
Naast de toren bevinden zich twee flankerende kapellen die ieder een oculus hebben in de zijgevel.
Het koor heeft getoogde vensters. Tegen de oostgevel van het koor bevindt zich de sacristie die voorzien is van rondboogvormige muuropeningen.

## Interieur
Het meeste kerkmeubilair is 19e-eeuws. Er zijn enkele oude beelden, zoals een Sint-Michael (16e eeuw); een Sint-Maarten (17e eeuw); een Sint-Amandus en een Heilige Rosa van Lima (18e eeuw). Ook zijn er laat-16e-eeuwse schilderijen, voorstellende Sint-Amandus, Keizer Constantijn en de heilige Thomas.
Op het kerkhof zijn enkele 17e- en 18e-eeuwse grafkruisen te vinden.

## Geschiedenis
In 1839 werd de huidige kerk gebouwd en verving de oude kerk.
In 1857-1872 werd de toren herbouwd naar het ontwerp van Herman Jaminé uit Hasselt.
In 1925 werd de kerk gerestaureerd en vergroot door de bouw van het transept naar het ontwerp van J. Deré.